# Глория Палас
«Гло́рия Па́лас» (эст. Kino «Gloria Palace») — кинотеатр класса люкс, работавший в Таллине, Эстония, в 1926—1940 годах, по адресу площадь Свободы, 5 (Vabaduse väljak 5). Здание, в котором размещался кинотеатр, внесено в Регистр памятников культуры Эстонии; оно представляет собой один из самых уникальных образцов архитектурных стилей XIX века — первой половины XX века и имеет большую культурно-историческую ценность. 

## История
Идея открыть кинотеатр на южной незастроенной стороне площади Свободы в Таллине появилась ещё в начале 1920-х годов, был даже составлен проект под названием «Калева» (эст. Kaleva), но от него отказались. Постройка кинотеатра на представительной площади Таллина оказалась непростой задачей, этому активно противостояла как городская управа, так и внушительная часть общественности города.
В конечном итоге все препятствия были преодолены. Кинотеатр строился в 1925—1926 годах по заказу фирмы «Роял-Фильм» (Royal Film). Здание спроектировано латвийским архитектором Фридрихом Скуиньшем (1890—1957). 
Кинотеатр открылся 5 октября 1926 года показом фильма Фридрха Мурнау «Фауст».
Кинотеатр сразу стал самым представительным в городе. Во времена «немого кино» показ фильмов сопровождался музыкой симфонического оркестра из 25-ти музыкантов. В ноябре 1929 года здесь впервые в Таллине показан звуковой фильм.
В 1940 году кинотеатр был национализирован. В 1944 году была сделана пристройка к фойе. Наибольшие перестройки были также осуществлены в помещениях подвального этажа в 1947 году. В 1944—1948 годах в здании размещался театр «Эстония». С 15 декабря 1948 года в здании работает Русский театр Эстонии, 10 июня 2025 года переименованный в театр «Сюдалинна». С 2011 по август 2021 года в левом крыле здания также размещался ночной клуб «Teater».

## Описание здания
Нарочитая архитектурная эклектика здания ярко выражена как на главном фасаде, так и в его интерьерах. По центру здания фасад украшает псевдопортик по мотивам Древнего Рима, фронтон подчёркнут рядом светлых шаров на зубчатой стене, а из покатой крыши вырастают барочные башенки. К проектированию фасада был привлечён скульптор Яан Коорт. Интерьеры заполнены стильными декоративными элементами. Зал с балконом вмещал до 755 мест. Подвесной потолок зала, имитирующий своды, украшают 13 росписей в окружении гипсового рельефного золочёного орнамента, их исполнил латвийский живописец Херманис Гринбергс (Hermanis Grinbergs, 1886—1928), в 1957 году отреставрировал Ильмар Ояло (Ilmar Ojalo, 1910—1989). По стенам размещены роскошные медальоны, богато оформлен и портал сцены с киноэкраном. Балкон украшен тремя лоджиями с балдахинами. Фойе оформлены в различных архитектурных стилях и обставлены соответствующей высококачественной мебелью. При входе посетителей встречает вестибюль в стиле Ренессанса. Белый холл с большими окнами и зеркалами на первом этаже выполнен в стиле барокко. Синее фойе на втором этаже украшают настенные росписи и мебель в стиле рококо, а в салоне доминирует роскошный камин. Это был единственный в городе кинотеатр с гардеробом. В подвальных помещениях разместился танцевальный зал-ресторан «Дансинг Палас Глория» (Dancing Palace Gloria). Интерьеры ресторана в стиле ар-деко спроектировал архитектор Александр Владовский.
При инспектировании 19 января 2023 года состояние здания было признано плохим.
- «Глория Палас» в 1928 году
- Оркестр кинотеатра «Глория Палас», 1920-е годы
- Фасад здания в ноябре 1944 года
- Здание в 2010 году